# Lord Randal
Lord Randal è una ballata tradizionale scozzese le cui attestazioni certe risalgono al XIII secolo. È basata, al pari di diverse altre, su una struttura dialogica. È catalogata come ballata di Child; attraverso le varie versioni e derivazioni è diffusa per tutta l'Europa. Le varie versioni hanno dei punti in comune come il fatto che il personaggio principale viene avvelenato. Molti studiosi la collegano a una ballata italiana, L'Avvelenato appunto: tuttavia, non è ancora chiaro quale sia la versione originale. Pur essendo anonimo, è stato probabilmente scritto da un uomo ferito sentimentalmente da una donna.

## Storia della ballata
Al pari di altre Child Ballads come Sir Patrick Spens (Child #58) e Bessy Bell and Mary Gray (Child #201), è di solito difficile aprire un'antologia della Letteratura inglese alla sezione Ballate senza trovarvi Lord Randal. Questa ballata può avere avuto origine molto lontano dalle brughiere e dai lochs, forse in Italia. Il veleno, infatti, è un'arma assai insolita nelle fiere ballate britanniche, dove ci si ammazza a colpi di serpenti; è un mezzo subdolo, "femminile" di eliminare e non a caso è stato sempre considerato, a livello popolare, proprio dell'aristocrazia italiana. È molto curioso il fatto che nella cultura medioevale la donna munita di veleno potesse anche rappresentare una strega. Oltre trecento anni fa venne trascritta per la prima volta una ballata popolare dell'Italia centrale, intitolata L'avvelenato (o Il testamento dell'avvelenato), e confrontando il testo di Lord Randal col testo dato da Alessandro d'Ancona, proveniente dalla zona di Castelluccio di Norcia, sui Monti Sibillini, al confine tra le province di Perugia e Ascoli Piceno (in La Poesia Popolare Italiana, Livorno, 1906, vol. II, p. 126), è stato ipotizzato che la ballata scozzese ne fosse una traduzione. Si confrontino, a esempio, le prime due strofe di Lord Randal col testo umbro-marchigiano: 
Dôve si' stâ jersira, figliuol mio caro, fiorito e gentil?

Dôve si' stâ jersira?

Sô' stâ dalla mia dama, signôra mama, mio core sta mal! 

Sô' stâ dalla mia dama, Ohimè, ch'io moro, ohimè!
Inoltre, sia nella ballata scozzese che in quella italiana, viene servito lo stesso cibo avvelenato (eels fried in a pan nel Randal, quasi perfettamente corrispondenti alle anguillette arrosto delle versioni italiane). Saremmo dunque di fronte a un esempio di come una ballata possa avere traversato tutta l'Europa. Il testo qui riportato (da un manoscritto del 1710) risale a pochissimo tempo dopo il reperimento della ballata italiana, e mantiene il dialogo perfettamente inalterato, malgrado la massa di varianti esistenti.
Esiste un'altra ipotesi sull'origine della ballata, che la vorrebbe far risalire alle vicende di Ranulf, conte di Chester (menzionate dal contadino Sloth in Piero l'Aratore di William Langland assieme alle Rhymes of Robin Hood). Alcune versioni mancano del testamento del cacciatore moribondo, ma i lasciti sono dei più svariati.
Lord Randal, essendo tra le ballate più note, seguì nel Nuovo Mondo i primi colonizzatori scozzesi che vi si stabilirono: qui, alla perfida avvelenatrice spettano di solito il "fuoco infernale" e lo "zolfo... per bruciar le sue ossa fino a carbonizzarle" (Cox, p. 26), ma si ha anche il caso di un Lord Randal della Carolina del Sud (Smith, p. 102) che sbotta appassionatamente (in modo tipicamente yankee):
Le lascio un barile di polvere
Per farla saltare in aria!
La vittima ha comunque molti nomi differenti: Laird Rowland ("Lord Scozia"), Reynolds, Tyranty (New England), Diranty, Duranty, per arrivare a un Durango dell'Oklahoma, che ci ricorda certo più il Messico che le montagne scozzesi. In Virginia diventa Johnny Randolph (con un cognome abbastanza simile all'originale; ma la sequenza r-n o -ran- è presente in tutte le varianti del nome), mentre nella Carolina del Sud, persosi il nome, è rimasta comunque una sorta di coscienza dell'origine e il protagonista diventa McDonald. Come è ovvio, negli USA il titolo nobiliare è di solito omesso.
Lord Randal ha recentemente ispirato altre canzoni con un tema simile come Henry, My Son. Bob Dylan prese in prestito la sua struttura per A Hard Rain's A-Gonna Fall.
Mentre nella prima parte Lord Randal racconta alla madre ciò che è successo nel bosco e lei intuisce che il figlio è stato avvelenato, nella seconda lei gli chiede i beni che lascerà in eredità a lei e al resto della famiglia: mucche alla madre, oro e argento alla sorella e le terre al fratello. La società medioevale, quando un parente moriva, si preoccupava subito dell'eredità. La donna che ha avvelenato Lord Randal poteva infatti essersi vendicata per un qualche torto subito, o lavorare per un nobile rivale, ma poteva anche essere stata ingaggiata da un parente stretto - come per esempio il fratello - che avrebbe beneficiato maggiormente della morte di Lord Randal. Da questo traspare il forte attaccamento all'eredità da parte dei familiari e della società del tempo.

## Il testo
"Oh where ha'you been, Lord Randal, my son?
And where ha' you been, my handsome young man?"
"I ha' been at the greenwood; mother, mak my bed soon
For I'm wearied wi' hunting', and fain wad lie down."
And wha met you there, Lord Randal, my son?
and wha met you there, my handsome young man?
"O I met wi my true-love; mother, mak my bed soon,
For I'm wearied wi' huntin', and fain wad lie down."
"And what did she give you, Lord Randal, my son?
And what did she give you, my handsome young man?
"Eels fried in a pan; mother, mak my bed soon,
For I'm wearied wi' huntin', and fain wad lie down"
"And wha gat your leavins, Lord Randal my son?
And wha gat your leavins, my handsome young man?"
"My hawks and my hounds; mother, mak my bed soon,
For I'm wearied wi' huntin', and fain wad lie down."
"And what becam of them, Lord Randal, my son?
And what becam of them, my handsome young man?"
"They stretched their legs out and died; mother, mak my bed soon,
For I'm wearied wi' huntin', and fain wad lie down."
"O I fear you are poisoned, Lord Randal, my son!
I fear you are poisoned, my handsome young man!"
"O yes, I am poisoned; mother, mak my bed soon,
For I'm sick at the heart, and fain wad lie down."
"What d'ye leave to your mother, Lord Randal, my son?
What d'ye leave to your mother, my handsome young man?"
"Four and twenty milk kyes; mother, mak my bed soon,
For I'm sick at the heart, and fain wad lie down."
"What d'ye leave to your sister, Lord Randal, my son?
What d'ye leave to your sister, my handsome young man?"
"My gold and my silver; mother, mak my bed soon,
For I'm sick at the heart, and fain wad lie down."
"What d'ye leave to your brother, Lord Randal, my son?
What d'ye leave to your brother, my handsome young man?"
"My houses and my lands; mother, mak my bed soon,
For I'm sick at the heart, and fain wad lie down."
"What d'ye leave to your true-love, Lord Randal, my son?
What d'ye leave to your true-love, my handsome young man?"
"I leave her hell and fire; mother, mak my bed soon,
For I'm sick at the heart, and fain wad lie down."

### In italiano
"O dove sei stato, Lord Randal, figlio mio?

O dove sei stato, mio bellissimo giovane uomo?"

"Sono stato nel bosco sacro; madre, prepara il mio letto presto,
 
ho cacciato e sono stanco e vorrei coricarmi."
"E chi hai incontrato, Lord Randal, figlio mio?

E chi hai incontrato, mio bellissimo giovane uomo?"

"Ho incontrato il mio vero amore; madre, prepara il mio letto presto,
 
ho cacciato e sono stanco e vorrei coricarmi."
"E che cosa ti ha dato, Lord Randal, figlio mio?

E che cosa ti ha dato, mio bellissimo giovane uomo?"

"Mi ha dato anguille fritte in una padella; madre, prepara il mio letto presto,

ho cacciato e sono stanco e vorrei coricarmi."
"E chi ha mangiato gli avanzi, Lord Randal, figlio mio?

E chi ha mangiato gli avanzi, mio bellissimo giovane uomo?"

"I miei cani e i miei falchi; madre, prepara il mio letto presto,
 
ho cacciato e sono stanco e vorrei coricarmi."
"E cosa ne è stato di loro, Lord Randal, figlio mio?

E cosa ne è stato di loro, mio bellissimo giovane uomo?"

"Hanno disteso le zampe e sono morti; madre, prepara il mio letto presto,
 
ho cacciato e sono stanco e vorrei coricarmi."
"Ho paura che tu sia stato avvelenato, Lord Randal, figlio mio!

Ho paura che tu sia stato avvelenato, mio bellissimo giovane uomo!"

"Sì, sono stato avvelenato; madre, prepara il mio letto presto,

sento male al cuore e vorrei coricarmi."
"Cosa lasci a tua madre, Lord Randal, figlio mio?

Cosa lasci a tua madre, mio bellissimo giovane uomo?"

"Lascio a mia madre ventiquattro mucche; madre, prepara il mio letto presto,

sento male al cuore e vorrei coricarmi."
"Cosa lasci a tua sorella, Lord Randal, figlio mio?

Cosa lasci a tua sorella, mio bellissimo giovane uomo?"

"Lascio a mia sorella oro e argento; madre, prepara il mio letto presto,

sento male al cuore e vorrei coricarmi."
"Cosa lasci a tuo fratello, Lord Randal, figlio mio?

Cosa lasci a tuo fratello, mio bellissimo giovane uomo?"

"Lascio a mio fratello le mie case e le mie terre; madre, prepara il mio letto presto,

sento male al cuore e vorrei coricarmi."
"Cosa lasci al tuo vero amore, Lord Randal, figlio mio?

Cosa lasci al tuo vero amore, mio bellissimo giovane uomo?"

"Lascio al mio vero amore l'inferno e le fiamme; madre, prepara il mio letto presto,
 
sento male al cuore e vorrei coricarmi."